# جوئل اوبی
جوئل چوکووما اوبی (انگلیسی: Joel Chukwuma Obi؛ زادهٔ ۲۲ مهٔ ۱۹۹۱) بازیکن فوتبال اهل نیجریه است.
او تاکنون در تیمهای اینتر میلان، پارما، تورینو، کیه‌وو و آلانیا اسپور بازی کرده‌است.
اوهمچنین تا کنون ۱۶ بازی ملی برای تیم ملی فوتبال نیجریه انجام داده‌است.